# Olympische Sommerspiele 2008/Teilnehmer (Nepal)
| Gelbes Symbol für Goldmedaillen mit stilisierten Olympischen Ringen | Graues Symbol für Silbermedaillen mit stilisierten Olympischen Ringen | Braundes Symbol für Bronzemedaillen mit stilisierten Olympischen Ringen |
| ------------------------------------------------------------------- | --------------------------------------------------------------------- | ----------------------------------------------------------------------- |
| —                                                                   | —                                                                     | —                                                                       |

Nepal nahm 2008 zum elften Mal an Olympischen Sommerspielen teil. Für die Olympischen Sommerspiele 2008 in Peking benannte das Nepal Olympic Committee acht Athleten. Fahnenträger der Eröffnungsfeier war Deepak Bista.

## Teilnehmer nach Sportarten

### Leichtathletik
- Ajun Basnet
- Kamala Thapa

### Judo
- Debu Thapa
Damen, 63 kg

### Schießen
- Maya Kyapchaki
Damen, Luftgewehr 10 Meter: 46. Platz

### Schwimmen
- Karishma Karki
- Prasiddha Jung Shah

### Taekwondo
- Deepak Bista
Herren, 80 kg

### Gewichtheben
- Kamal Bahadur Adhikari
Herren, 69 kg: 6. Platz